# پیر دو کوبرتن
پیِر دو کوبِرتَن (به فرانسوی: Pierre de Coubertin)؛ (متولد ۱ ژانویه ۱۸۶۳ در پاریس – درگذشته ۲ سپتامبر ۱۹۳۷ در ژنو) یک تاریخ‌دان و آموزگار فرانسوی و بنیان‌گذار بازی‌های المپیک در عصر معاصر بود.
شعار مورد نظر کوبرتن، عینا ترجمه این عبارت بود که پس او در میدان‌های المپیک سرداده شد:
ستیوس، آلتیوس، فارتیوس (سریع‌تر، بالاتر، قوی‌تر).
نام «بارون پیر دو کوبرتن» با نام ورزش مدرن جهان بستگی جدایی‌ناپذیر دارد. او به‌عنوان پایه گذار دور جدید بازی‌های المپیک و در کسوت بورژوایی کوچک در سال ۱۸۳۶ میلادی در شهر پاریس به دنیا آمد. اما به زودی در صف مقدم مبارزه‌ای قرار گرفت که سعی در وارد کردن حرکات تربیت بدنی در برنامه‌های تحصیلی جوانان داشت. کوبرتن در انگلیس تئوری‌های کهنه قدیمی را آموخت. «گاستن مایر» درباره او می‌نویسد:                                                                                                                              
وی به شدت تحت تاثیر این سه مطلب اساسی بود:
۱. تربیت بدنی براساس متد انگلیسی در حقیقت سنگ زیربنای عظمت ملت هاست و در پرتو این تربیت، انگلیسی‌ها موفق به حفظ برتری و آقایی خود شده‌اند.
۲. مقررات خشک تعلیمات نظامی و تعلیمات ورزشی نظامی برای علاقه‌مند کردن جوانان به ورزش.
۳. ورزش‌ها باید قبل از آنکه به‌صورت جهان‌گیر درآیند به‌صورت یک مطلب بین‌المللی مورد توجه قرار گیرند. یعنی ابتدا باید آنها را طبق یک اصول بین‌المللی تنظیم کرد و سپس رواج داد.

## نقل‌قول‌ها
«تنها پیروز شدن در زندگی شرط نیست بلکه اصل تلاش کردن است.تنها غلبه کردن بر حریف نیست بلکه اصل خوب نبرد کردن است».
هدف از اجرای مراسم گشایش بازی های المپیک
«مراسم تجلیل از مقام نسل جدید است، زیرا آینده  بشر به نسل جوان بستگی دارد».
«بازی های المپیک، مظهر این حقیقت است که: شهامت و انرژی جوانی همراه با امید به پیروزی می تواند آینده را در دست بگیرد».

## آثار
1. بیست و یکسال مبارزه  پاریس: کتابخانه تربیت بدنی 1908.
2. تاریخ فرانسه (1900–1906) (7 جلد). اکسر و پاریس: لانیر. صص 7 v.
3. آموزش زبان انگلیسی در فرانسه پاریس: Hachette. 1889
4. آموزش  انگلیسی  پاریس: Hachette. 1888.
5. آزمونهای روانشناسی ورزشی لوزان: پایوت. 1913
6. تکامل فرانسه تحت جمهوری سوم مطالعات تاریخ معاصر پاریس: Hachette. 1896
7. فرانسه از سال 1814. نیویورک: مک میلان. 1900. بازیابی شده در 27 فوریه 2018 - از طریق آرشیو اینترنت.
8. فواید ژیمناستیک  پاریس: آلکان. 1905
9. تاریخ جهان (4 جلد). : انجمن تاریخ جهانی. 1919
10. خاطرات المپیک لوزان: دفتر بین المللی آموزش ورزش. 1931
11. نکاتی درباره آموزش عمومی پاریس: Hachette. 1901
12. صفحاتی از تاریخ معاصر. پاریس: پلون. 1908.
13. آموزش ورزشی. پاریس: ایجاد شد. 1922
14. احترام متقابل پاریس: آلن. 1915
15. سوغاتی از آمریکا و یونان. پاریس: Hachette. 1897.
16. دانشگاههای آنسوی آتلانتیک پاریس: Hachette. 1890